# Paine Field-Lake Stickney
Paine Field-Lake Stickney is een plaats (census-designated place) in de Amerikaanse staat Washington, en valt bestuurlijk gezien onder Snohomish County.
Tot 2010 heette deze plaats Paine Field-Lake Stickney. Sinds 2010 (toen Paine Field erbuiten werd geplaatst) heet het Lake Stickney.

## Demografie
Bij de volkstelling in 2000 werd het aantal inwoners vastgesteld op 24.383.

## Geografie
Volgens het United States Census Bureau beslaat de plaats een oppervlakte van
19,2 km², waarvan 19,1 km² land en 0,1 km² water.

## Plaatsen in de nabije omgeving
De onderstaande figuur toont nabijgelegen plaatsen in een straal van 8 km rond Paine Field-Lake Stickney.